# Araceli, Palawan

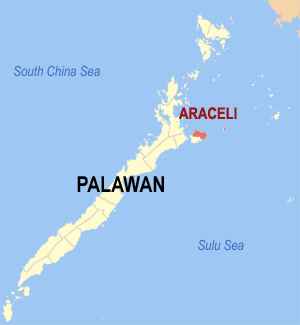
Bản đồ Palawan với vị trí của Araceli

Araceli là một đô thị hạng 5 ở tỉnh Palawan, Philippines. Theo điều tra dân số năm 2000, đô thị này có dân số 10.894 người trong 2.050 hộ.

## Barangay
Araceli được chia thành 13 barangay.
- Tinintinan
- Dalayawan
- San Jose De Oro
- Taloto
- Santo Niño
- Balogo
- Lumacad
- Mauringuen
- Maduldulon
- Osmeña
- Dagman
- Calandagan
- Poblacion